# Einscheiben-Sicherheitsglas

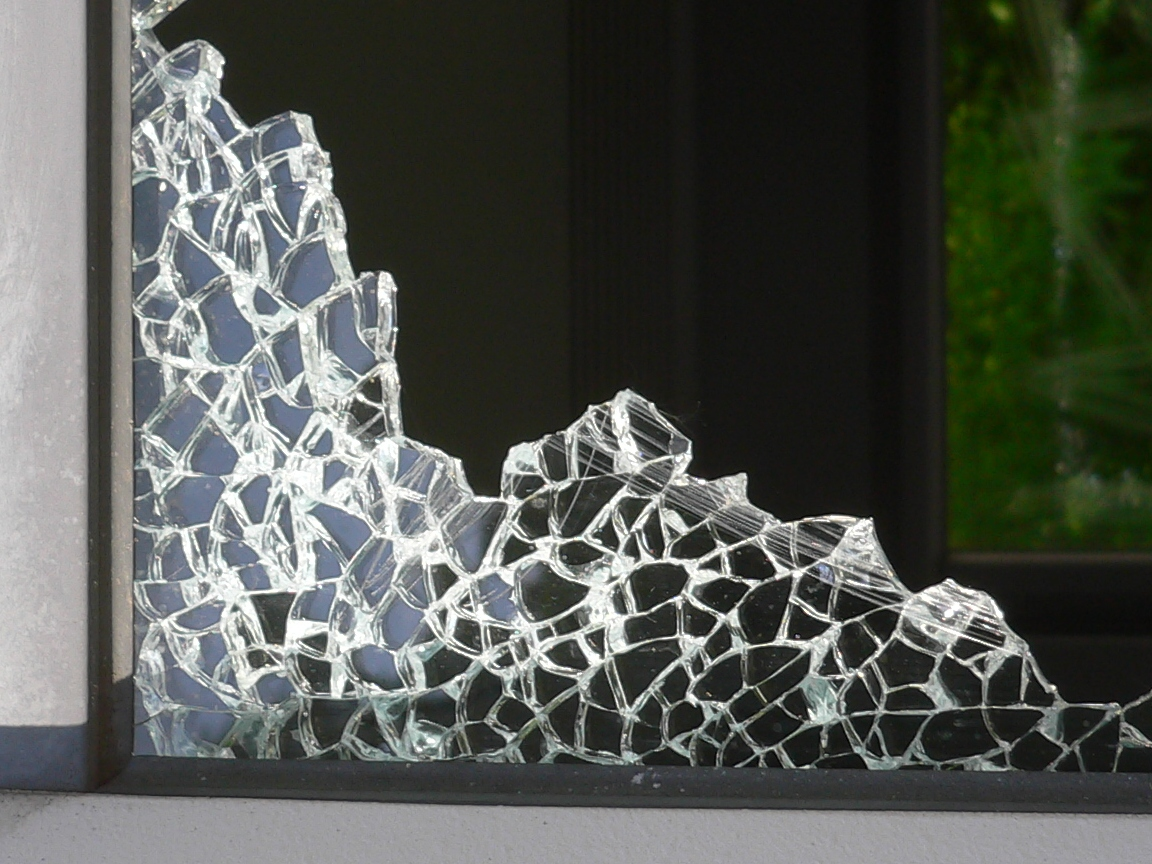
Bruchverhalten von Einscheiben-Sicherheitsglas

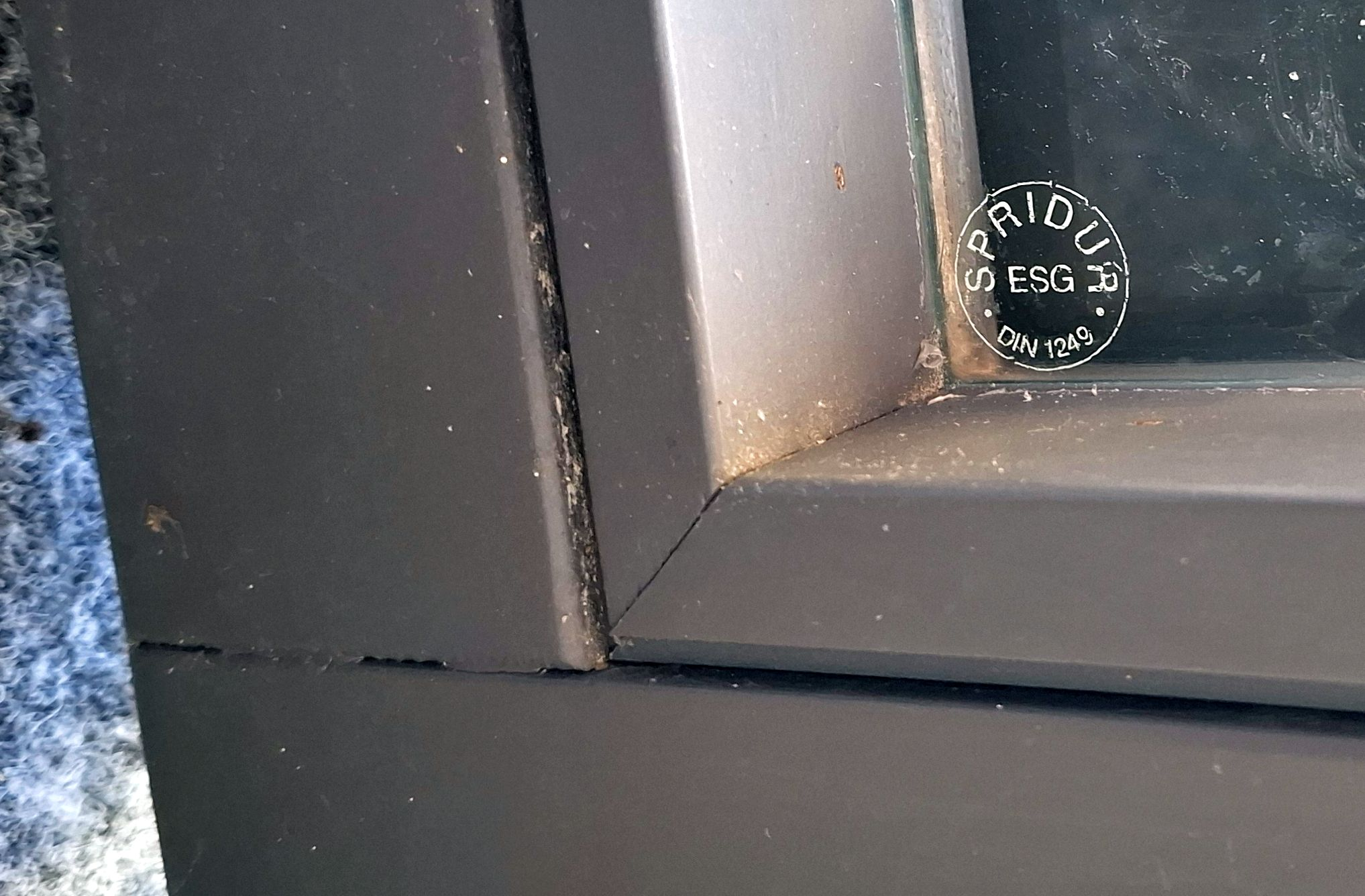
ESG-Scheibe mit Stempel

Einscheiben-Sicherheitsglas (ESG) (selten auch als Temperglas bezeichnet) ist ein thermisch vorgespanntes Kalk-Natron-Glas, in dem durch Wärmebehandlung eine starke innere Spannung aufgebaut wird. Dadurch erhöhen sich Temperatur-, Stoß- und Schlagfestigkeit im Vergleich zu normalem Flachglas deutlich. Beim Bruch zerfällt es in kleine kompakte Bruchstücke, die auch beim Fall aus größerer Höhe in der Regel keine schweren Schnitt- und Stoßverletzungen verursachen.
ESG wird insbesondere eingesetzt,
- wo hohe mechanische Belastungen auftreten, etwa bei horizontaler Lagerung und Einsatz als Regalboden,
- wo eine hohe thermische Belastung auftritt, etwa durch ungleichmäßige oder plötzliche Erwärmung,
- wo eine erhöhte Bruchgefahr besteht, etwa im Innenausbau von Geschäftsräumen oder Wohnungen,
- wo die Oberfläche leicht verkratzen kann oder die Glaskante freiliegt, so dass die Festigkeit von gewöhnlichem Glas durch die Kerbwirkung stark herabgesetzt wäre,
- wo beim Bruch eine erhöhte Verletzungsgefahr besteht, etwa bei Duschwänden, Fahrzeug- oder Überkopfverglasung.

Im Gegensatz zum Einscheiben-Sicherheitsglas werden beim Verbund-Sicherheitsglas (VSG) zwei dünne Glasscheiben durch eine elastische Zwischenschicht miteinander verklebt.
Ein weniger stark vorgespanntes Glas wird als Teilvorgespanntes Glas (TVG) bezeichnet.
Alternativ können Gläser von 0,1 bis 19 mm (bei opt. Gläsern auch mehr) auch durch den chemischen Prozess des Ionenaustauschs vorgespannt werden. Diese Methode wird etwa für Touchscreens von mobilen elektronischen Geräten eingesetzt, siehe Gorilla Glas.
Als Temperglas (engl. tempered glass) wird im Handel das Material temperatur- und schlagfester Haushaltswaren und anderer Behälter- und Laborgläser bezeichnet (z. B. Duralex und Pyrex).
Als Tempern wird in der Technik jedoch üblicherweise eine länger andauernde Wärmebehandlung verstanden, während thermisch vorgespanntes Glas durch eine schnelle Abkühlung der Oberfläche erzeugt wird. Thermisch vorgespanntes Glas wird beim Herstellungsprozess abgeschreckt, wodurch zunächst die Glasoberfläche erstarrt, während das langsamer abkühlende Innere des Werkstücks sich noch weiter zusammenzieht und so Druckspannungen in der bereits nicht mehr verformbaren Oberfläche hervorruft. Auf diese Weise werden äußere durch weniger starke Schlageinflüsse hervorgerufene Mikrorisse in der Oberfläche wieder geschlossen und ein Rissfortschritt, welcher zum vorzeitigen Bruch führt, zunächst vermieden.

## Herstellung
Das in seiner Form fertig bearbeitete Glaswerkstück wird in einem Ofen erhitzt und dann schnell abgekühlt. Durch dieses Abschrecken erstarrt die Oberfläche und die äußeren Abmessungen des Bauteiles ändern sich nun nur noch vergleichsweise wenig. Der wärmere Kern zieht sich jedoch weiterhin noch stärker zusammen, da die Wärmeausdehnung oberhalb des Transformationspunktes deutlich höher liegt als darunter. Dadurch entsteht ein permanentes Spannungsfeld im Bauteil: Eine Kugel wird dadurch sowohl radial als auch tangential vorgespannt. Eine Scheibe steht an ihren Oberflächen unter Druckspannung, mittig dagegen unter Zugspannung – dazwischen verläuft eine neutrale Faser.
Ein vergleichbarer Effekt wird bei metallischen Werkstoffen durch Kugelstrahlen, Oberflächenhämmern und Autofrettage erreicht.

## Eigenschaften
Beim Bruch zerfällt Einscheiben-Sicherheitsglas in kleine Stücke von meist unter 3 cm Kantenlänge ohne die bei gewöhnlichem Glas auftretenden sehr spitzen Winkel. Dadurch reduziert sich die Verletzungsgefahr im Vergleich zu normalem Flachglas erheblich. Die Stücke sind auf den Oberflächen meist drei- bis achteckige Polygone mit weniger als 1 cm², welche charakteristisch für das Bruchbild von ESG sind. Diese sind in Größe, Form, Lage auf den beiden gegenüberliegenden Seiten meist sehr ähnlich. Die Bruchflächen, welche beiden Polygone verbinden, sind je nach Herstellung unregelmäßig bis glatt, in jedem Fall stumpfkantig, was bei einigen Verwendungszwecken aus Sicherheitsgründen gewünscht ist. Die Bruchstücke hängen untereinander zusammen und zerfallen unter wenig Krafteinwirkung.
Das Schneiden, Bohren, Sägen sowie die Kantenbearbeitung von ESG muss in der Regel vor der Wärmebehandlung geschehen. Eine nachträgliche Bearbeitung ist nur sehr eingeschränkt möglich, da eine Bearbeitung, die in die mittig liegende Zugspannungszone des Glases vordringt, meist zum Bruch der Scheibe führt.
Die Stoß- und Schlagfestigkeit wird mittels des Pendelschlagversuches nach der Norm DIN EN 12600 nachgewiesen.
Während die Biegebruchfestigkeit von gewöhnlichem Floatglas bei rund 40 MPa liegt, erreicht vorgespanntes Glas Werte zwischen 120 und 200 MPa.
Thermisch vorgespanntes Glas kann bei Temperaturen bis 250 °C eingesetzt werden und ist unempfindlich gegenüber Temperaturänderungen (Temperaturwechselbeständigkeit) und Temperaturunterschieden. Die Temperaturdifferenz innerhalb der Oberflächen kann bis 200 K betragen.
Die DIN EN 12150-1 sieht eine „unauslöschliche“ Kennzeichnung von ESG mit Name oder Markenzeichen des Herstellers sowie der Normenbezeichnung „EN 12150“ vor.

### Vergleich zu Teilvorgespanntem Glas
Teilvorgespanntes Glas, kurz TVG (geregelt in DIN EN 1863-1), wird wie das vollvorgespannte Einscheiben-Sicherheitsglas (ESG) einem thermischen Vorspannprozess unterzogen. Der Abkühlvorgang vollzieht sich jedoch langsamer. Dadurch kommt es zu geringeren Spannungsunterschieden im Glas zwischen dem Kern und den Oberflächen. Die Biegefestigkeit von 70 N/mm² liegt zwischen der von Floatglas mit 45 N/mm² (nach EN 572) und der von Einscheiben-Sicherheitsglas mit 120 N/mm² (nach DIN EN 12150). Des Weiteren hat TVG mit 100 K eine höhere Temperaturwechselbeständigkeit als Floatglas mit ca. 40 K (nach EN 572). Im Bruchfall entstehen Risse, die radial vom Bruchzentrum zu den Scheibenrändern verlaufen, ähnlich wie beim Bruch von Floatglas. TVG wird überwiegend zur Herstellung von Verbund-Sicherheitsglas (VSG) verwendet. Durch die großformatigen Bruchstücke weist VSG aus TVG eine erhöhte Resttragfähigkeit auf und wird hauptsächlich für Überkopfverglasungen und absturzsichernde Verglasungen verwendet.

## Mängel, Schäden, Besonderheiten
Bei herkömmlichem ESG kann es bei Aufheizung durch Sonneneinstrahlung (z. B. bei Fassadenverglasungen) oder bei hohen Temperaturschwankungen zu sogenannten „Spontanbrüchen“ kommen, die ihre Ursache in korrodierenden Nickel(II)-sulfideinschlüssen haben. Diesem Problem begegnet man mit sogenanntem ESG-H-Glas: Dieses Einscheiben-Sicherheitsglas wird nach der Herstellung dem sogenannten Heat-Soak-Test oder Heißlagerungstest unterzogen, indem es mehrere Stunden bei einer Temperatur von 280 bis 300 Grad Celsius gelagert wird. Dabei kommt es bei entsprechend prädestinierten Scheiben zum Bruch. Für die verbleibenden Scheiben ist die Wahrscheinlichkeit eines Spontanbruchs nur noch gering.
Bei der Temperaturbehandlung von ESG und TVG können leichte Oberflächenveränderungen auftreten. Wenn das Glas beim Vorspannprozess im Ofen auf Rollen liegt, kann sich eine gewisse Welligkeit (in Fachkreisen „roller waves“ genannt) ergeben, die das Reflexionsbild beeinträchtigt. Bedingt durch den Herstellungsprozess können auch weitere chemische und mechanische Veränderungen der Oberflächenbeschaffenheit, wie Pünktchenbildung („roller pick-up“ genannt) sowie Zangen- und Rollenabdrücke, auftreten.

## Verwendung
Getempertes Glas findet überall dort Anwendung, wo an Glas erhöhte mechanische oder sicherheitstechnische Anforderungen gestellt werden, zum Beispiel:
- Fensterscheiben an Fahrzeugen (Autoseitenscheiben; Frontscheiben bestehen heute aus Verbundsicherheitsglas)
- Druckfeste Sichtscheiben
- Glasmöbel
- Ganzglastüren
- Tauchmasken
- Touchscreen
- Bushaltestelle

## Richtlinien
- DIN EN DIN EN 12150-1:2020-07 Glas im Bauwesen – Thermisch vorgespanntes Kalknatron-Einscheiben-Sicherheitsglas – Teil 1: Definition und Beschreibung; Deutsche Fassung EN 12150-1:2015+A1:2019[6]
- Wenn thermisch vorgespanntes Glas Schutz gegen Unfälle bei menschlichen Körperstoß bieten sollte, sollte es durch Pendelschlagversuche geprüft und entsprechend EN 12600 klassifiziert werden.